# 堯然法親王
堯然法親王（1602年11月16日—1661年10月15日），俗名常嘉，幼名六宮，是日本江戶時代前期的法親王，生父母是後陽成天皇及持明院基子，後水尾天皇和高松宮好仁親王的異母兄弟。他也是天台宗延曆寺別院門跡妙法院的門跡，院號慈音院。

## 履歷
慶長八年（1603年）受常胤法親王教導入室妙法院，慶長十八年（1613年）接受親王宣下。元和二年（1616年）得度，法號堯然，元和九年（1623年）敘二品。寬永十七年（1640年）起三度就任天台座主，到明曆元年（1655年）辭任。他也是一位書法家，懂得繪畫、立花、香道、茶道（石州流）等技藝。
| 宗教頭銜          | 宗教頭銜 | 宗教頭銜            |
| ----------------- | --- | ------------------- |
| 前任： 常胤法親王 | 妙法院門跡 第35世 | 繼任： 堯恕法親王   |
| 前任： 良恕法親王 | 天台座主 第171世 1640年8月27日－1643年2月16日 第174世 1646年2月9日－1646年5月7日 第178世 1653年7月8日－1655年11月5日 | 繼任： 慈胤法親王   |
| 前任： 尊純法親王 | 天台座主 第171世 1640年8月27日－1643年2月16日 第174世 1646年2月9日－1646年5月7日 第178世 1653年7月8日－1655年11月5日 | 繼任： 良尚入道親王 |
| 前任： 尊純法親王 | 天台座主 第171世 1640年8月27日－1643年2月16日 第174世 1646年2月9日－1646年5月7日 第178世 1653年7月8日－1655年11月5日 | 繼任： 尊敬法親王   |